# Yua Kotegawa
Yua Kotegawa (小手川 ゆあ, Kotegawa Yua) est une mangaka japonaise née le 12 janvier 1975 à Kumamoto, Japon.
Elle est spécialisée dans le seinen manga, ses histoires contenant fréquemment des tendances fantastiques, horrifiques ou psychologiques. Le thème policier est également récurrent.
Elle est à la fois scénariste et dessinatrice de ses histoires. Elle a travaillé plusieurs fois pour Weekly Young Jump (Shueisha) et Kadokawa.
Ses dessins sont généralement dépouillés de détails mais toujours ombrés avec soin, avec une attention particulière portée sur les personnages, aux traits fins et aux expressions recherchées. L'humour se caractérise fréquemment par l'utilisation de dessin SD (Super Deformed).

## Œuvres
- Anne Freaks (アンネ フリークス?) : 2000-2002
- Arcana (アルカナ?) : 2001
- Line (ライン?) : 2003
- Ottori Sōsa (おっとり 捜査?) : 1995-2000
- Détenu 042 (死刑囚０４２?) : 2002
- Kimi no Knife (君のナイフ?) : 2009-2013